# Pol Roigé Rodríguez
Pol Roigé Rodríguez (Barcelona, Catalunya, 28 de gener de 1994) és un futbolista que juga a l'Antequera Club de Futbol.
Roigé va fer el seu debut com a professional amb el Sabadell, a Segona Divisió el 4 de gener del 2015 en una victòria per 1-0 davant del Recreativo de Huelva, al minut 85 en substitució de Marquitos. D'allà va passar al RCD Mallorca, però no va terminar d'encaixar i va tenir un parell de sortides en forma de cessió. Va provar fora de les nostres fronteres, jugant a la lliga sueca i a la romanesa, fins que el 2021 va fitxar per l'Intercity alacantí.

## Clubs
| Club                         | Any       |
| ---------------------------- | --------- |
| U. E. Cornellà               | 2012-2014 |
| U. E. Castelldefels (cedit)  | 2013-2014 |
| CE Sabadell FC "B"           | 2014-2015 |
| CE Sabadell FC               | 2015-2016 |
| RCD Mallorca                 | 2016-2019 |
| RC Celta de Vigo "B" (cedit) | 2018      |
| Hèrcules CF (cedit)          | 2018-2019 |
| GIF Sundsvall                | 2019      |
| Petrolul Ploiești            | 2020-2021 |
| CF Intercity                 | 2021-2025 |
| Antequera CF                 | 2025-     |